# Gubat
Gubat (Bayan ng Gubat) är en kommun i Filippinerna. Kommunen ligger på ön Luzon, och tillhör provinsen Sorsogon. Folkmängden uppgår till 59 534 invånare år 2015.

## Barangayer
Gubat är indelat i 42 barangayer.
| - Ariman - Bagacay - Balud Del Norte (Pob.) - Balud Del Sur (Pob.) - Benguet - Bentuco - Beriran - Buenavista - Bulacao - Cabigaan - Cabiguhan - Carriedo - Casili - Cogon | - Cota Na Daco (Pob.) - Dita - Jupi - Lapinig - Luna-Candol (Pob.) - Manapao - Manook (Pob.) - Naagtan - Nato - Nazareno - Ogao - Paco - Panganiban (Pob.) - Paradijon (Pob.) | - Patag - Payawin - Pinontingan (Pob.) - Rizal - San Ignacio - Sangat - Santa Ana - Tabi - Tagaytay - Tigkiw - Tiris - Togawe - Union - Villareal |